# Silviella
Silviella es un género plantas fanerógamas perteneciente a la familia Scrophulariaceae. Ahora clasificada dentro de la familia Orobanchaceae. Comprende 2  especies descritas y aceptadas.

## Taxonomía
El género fue descrito por Francis Whittier Pennell y publicado en Proceedings of the Academy of Natural Sciences of Philadelphia 80(10): 434. 1928.    La especie tipo es:  Silviella serpyllifolia  (Kunth) Pennell	

## Especies aceptadas
A continuación se brinda un listado de las especies del género Silviella  aceptadas hasta mayo de 2014, ordenadas alfabéticamente. Para cada una se indica el nombre binomial seguido del autor, abreviado según las convenciones y usos: 
- Silviella prostrata  (Kunth) Pennell
- Silviella serpyllifolia  (Kunth) Pennell